# Свєтлов Михайло Аркадійович
Миха́йло Арка́дійович Свєтло́в або Світлов (рос. Михаи́л Арка́дьевич Светло́в, справжнє ім'я — Мотл Аронович Ше́йнкман, 4 (17) червня 1903, Катеринослав (нині Дніпро, Україна), Російська імперія — 28 вересня 1964, Москва, СРСР) — російський радянський поет, драматург і перекладач єврейського походження.

## Життєпис
Народився в місті Катеринославі (нині Дніпро, Україна), в родині ремісника Арона Боруховича Шейнкмана (1872—1939) і Рахілі Іллівни Шейнкман (уродженої Геронімус, 1873—1949).

### Діяльність
Перекладав вірші українських поетів. Зокрема, переклав поезії Тараса Шевченка «Хустина», «Муза», «Ой умер старий батько» тощо (опубліковано у виданні Шевченка «Избранные произведения», Москва — Ленінград, 1939).
Оспівував героїку і звитягу учасників Революції 1917—1920х рр., перш за все «червоних» («червоного козацтва»), так само як анархокомуністів Іспанії і Південної Америки. Деякі вбачають в його творах оспівування творчості українських анархокомуністів (махновців), звертання до тематики козацтва, Степу, легендарного народного Царства Христового (Світлого Майбутнього).

## Премії та нагороди
1967 — Ленінська премія (посмертно) за книгу «Вірші останніх років».
Нагороджений орденом «Червоної Зірки», іншими орденами, медалями, серед них «За взяття Берліна», «За перемогу над Німеччиною» тощо.

## Вшанування пам'яті
- 3483 Свєтлов — астероїд, названий на честь літератора[3].

### В Україні
- Меморіальна дошка в м. Дніпрі на вулиці Старокозацькій, де з 1921 по 1923 рік мешкав поет (демонтована — 29.12.2024)[4].
- Дніпропетровська обласна бібліотека для молоді імені М. Свєтлова;
- бібліотека-філія № 8 ім. М. Свєтлова у м. Краматорську Донецької області.